# Min Hyun-bin
Min Hyun-bin (Hangul: kor. 민현빈, ur. 8 lutego 1989 w Seulu) – południowokoreański wspinacz sportowy. Specjalizował się w boulderingu oraz w prowadzeniu. Czterokrotny mistrz Azji we wspinaczce sportowej: trzykrotnie w prowadzeniu oraz raz w boulderingu.

## Kariera sportowa
W 2012 w chińskim Haiyang na plażowych mistrzostwach Azji we wspinaczce sportowej w prowadzeniu zdobył złoty, a w boulderingu brązowy medal.
Uczestnik zawodów wspinaczkowych World Games w Cali w prowadzeniu w 2013 roku, gdzie zajął 4 miejsce. 
Wielokrotny uczestnik festiwalu wspinaczkowego Rock Master, który corocznie odbywa się na słynnych ścianach wspinaczkowych w Arco, gdzie był zapraszany przez organizatora zawodów. W 2018 na tych zawodach wspinaczkowych zajął ósme miejsce w prowadzeniu.
Multimedalista mistrzostw Azji (łącznie 9 medali w tym 4 tytułów mistrza) we wspinaczce sportowej w latach 2007 - 2014:
- w konkurencji boulderingu;
  - mistrzostwo Azji (1x) – 2010
  - vice mistrzostwo Azji (1x) – 2012
  - brązowy medal mistrzostw Azji (1x) – 2013
- w konkurencji prowadzenia;
  - mistrzostwo Azji (3x) – 2010, 2012, 2014
  - vice mistrzostwo Azji (2x) – 2008, 2009
  - brązowy medal mistrzostw Azji (1x) – 2007

## Osiągnięcia

### Mistrzostwa świata
| Konkurencje | 2011 | 2012 |
| Prowadzenie | 6    | 8    |

### Mistrzostwa Azji
| Konkurencje  | 2007 | 2008 | 2009 | 2010 | 2012 | 2013 | 2014 | 2016 |
| Bouldering   | 7    | 6    | 20   | 1    | 2    | 3    | 6    | —    |
| Prowadzenie  | 3    | 2    | 2    | 1    | 1    | 13   | 1    | 5    |
| Wsp. na czas | —    | 28   | —    | —    | —    | —    | —    | —    |

### World Games
| Konkurencje | 2013 |
| Prowadzenie | 4    |

### Plażowe igrzyska azjatyckie
| Konkurencje | 2012 |
| Bouldering  | 3    |
| Prowadzenie | 1    |

### Rock Master
| Konkurencje | 2010 | 2011 | 2018 |
| Prowadzenie | 11   | —    | 8    |
| Duel        | —    | 10   | —    |